# Quận Armstrong, Texas
Quận Armstrong là một quận trong tiểu bang Texas, Hoa Kỳ. Quận lỵ đóng ở thành phố Claude. Đây là một trong 30 quận cấm rượu hay quận khô.

## Thông tin nhân khẩu
Theo điều tra dân số 2 năm 2000, quận đã có dân số 2.148 người, 802 hộ, và 612 gia đình sống trong quận. Mật độ dân số là 2 người mỗi dặm vuông (1/km ²). Đã có 920 đơn vị nhà ở với mật độ trung bình là 1 trên mỗi dặm vuông (0/km ²). Cơ cấu dân tộc của quận gồm 95,44% người da trắng, 0,28% da đen hay Mỹ gốc Phi, 0,65% người Mỹ bản xứ, 2,79% từ các chủng tộc khác, và 0,84% từ hai hoặc nhiều chủng tộc. 5,40% dân số là người Hispanic hay Latino thuộc chủng tộc nào.
Đã có 802 hộ, trong đó 33,90% có trẻ em dưới 18 tuổi sống chung với họ, 67,20% là các cặp vợ chồng sống với nhau, 6,10% có chủ hộ là nữ không có mặt chồng, và 23,60% là không lập gia đình. 21,40% của tất cả các hộ gia đình đã được tạo thành từ các cá nhân và 12,00% có người sống một mình 65 tuổi trở lên đã được người. Bình quân mỗi hộ là 2,58 và cỡ gia đình trung bình là 2,99.
Trong quận, độ tuổi trung bình với 26,00% ở độ tuổi dưới 18, 6,10% 18-24, 24,80% 25-44, 23,80% 45-64, và 19,20% người 65 tuổi trở lên. Tuổi trung bình là 41 năm. Cứ mỗi 100 nữ có 93,20 nam giới. Cứ mỗi 100 nữ 18 tuổi trở lên, đã có 90,30 nam giới.
Thu nhập trung bình cho một hộ gia đình trong quận đã được $ 38.194, và thu nhập trung bình cho một gia đình là $ 43,894. Nam giới có thu nhập trung bình $ 30.114 so với 21.786 $ cho phái nữ. Thu nhập trên đầu cho các quận được $ 17,151. Giới 7,90% gia đình và 10,60% dân số sống dưới mức nghèo khổ, trong đó có 15,80% những người dưới 18 tuổi và 11,60% có độ tuổi từ 65 trở lên.